# 큰메기

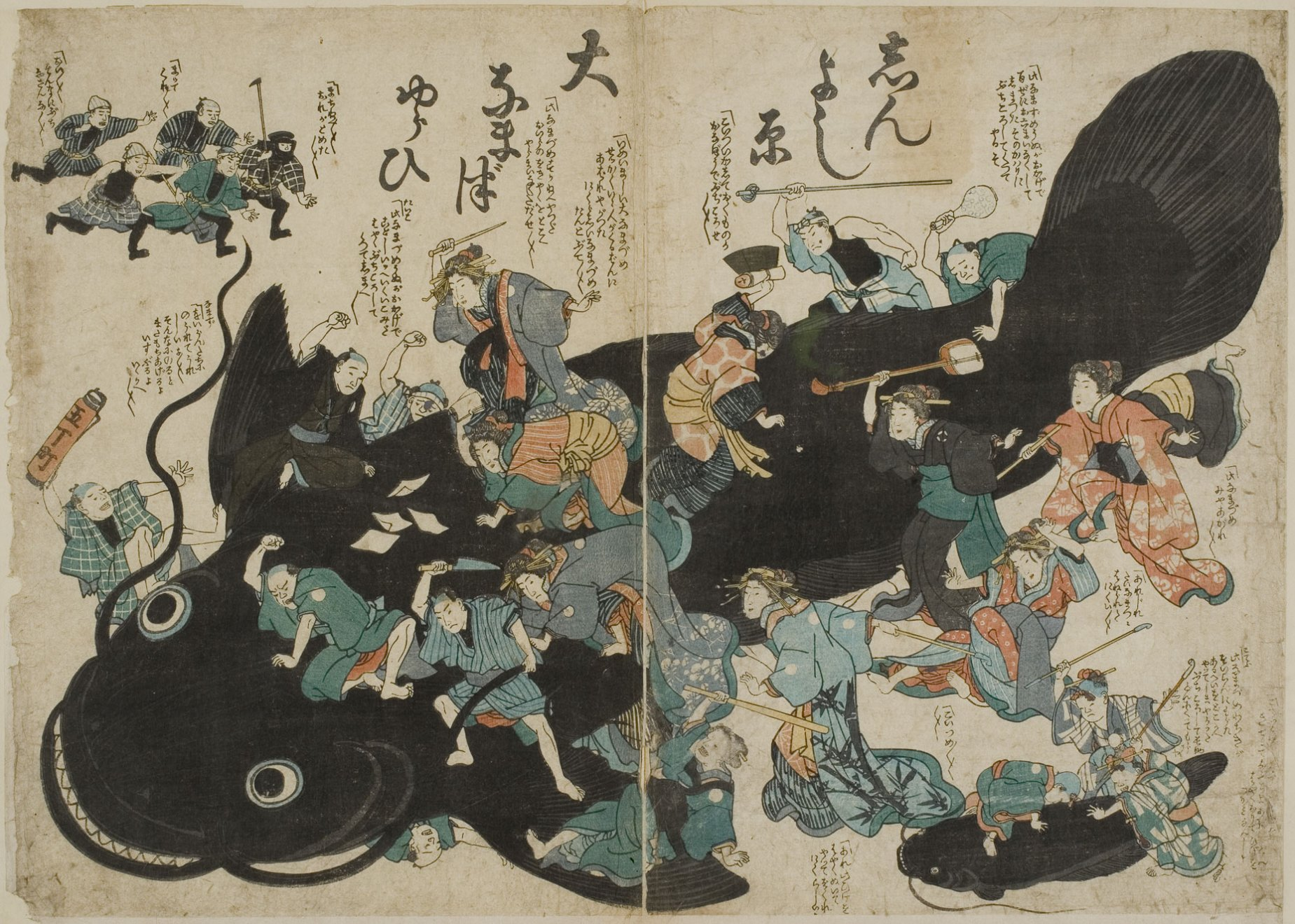
큰메기를 묘사한 염회(鯰絵; 메기그림)

큰메기(일본어: 大鯰 오오나마즈[*])는 거대한 메기의 모습을 한 일본 전설의 생물이다. 지하에 살며, 몸을 흔들면 지진이 일어난다고 한다.
먼 옛날에는 지진을 일으키는 것이 일본열도 아래에 누운 용 또는 일본열도를 둘러싼 지진충이라고 전해졌지만, 에도시대 때부터 큰메기가 대세가 되었다. 안세이 대지진 이후에는 200종 이상의 염회(鯰絵; 메기그림)가 만들어졌다.